# Chutes du Schmadribach (Koch)
Les Chutes du Schmadribach est un tableau du peintre autrichien Joseph Anton Koch réalisé en 1821-1822.

## Description
Le Schmadribach est un torrent de l'Oberland bernois en Suisse. Il prend sa source au glacier du Breithorn et au glacier du Schmadri au pied du Grosshorn et du Breithorn et dévale les bancs de calcaire jusqu'à la Lauterbrunnental. 
Les montagnes sont représentées ici sans les distorsions liées au point de vue de sorte que le spectateur est invité à une lecture du tableau.Les différentes zones de roche et de végétation rappellent les étapes de l'évolution pour aboutir au monde animal et à l'être humain.

## Commentaire
Koch avait déjà représenté les chutes dans une aquarelle de 1794,  exposée au Kunstmuseum de Bâle et dans un tableau antérieur réalisé environ en  1811, exposé au Musée des Beaux-Arts de Leipzig.
Pendant près de trois ans, au début des années 1790, Koch avait erré sans but dans les Alpes suisses, en dessinant des centaines de paysages et des esquisses.  
À l'époque de Koch, le chemin parcouru par l'eau était souvent interprété comme une image du parcours de la vie de l'homme. 
En 1827,  la chute a été aussi peinte par Samuel Birmann qui l'a aussi associé à une étude (Chute d'eau entre deux terrasses glaciaires, 1829).